# Куделя Світлана Віталіївна
Куде́ля Світлана Віталіївна (нар. 22 січня 1992, Миколаїв) — українська легкоатлетка, майстер спорту України міжнародного класу. Бронзова призерка Літніх Паралімпійських ігор 2012 року.

## З життєпису
Чемпіонка Європи 2009 р. — жіноче п'ятиборство, естафети 4 × 100 м та 4 × 400 м.
Чемпіонка Європи 2012 р. — штовхання ядра.
Срібна призерка чемпіонату світу 2011 р. — штовхання ядра.
Срібна призерка чемпіонату Європи 2009 р. — стрибки у висоту.
Займалася легкою атлетикою у Миколаївському обласному центрі «Інваспорт», від 2010 — в Івано-Франківському регіональному центрі «Інваспорт».
З 2010 навчалася в Івано-Франківському вищому училищі фізичного виховання.